# 作草部駅

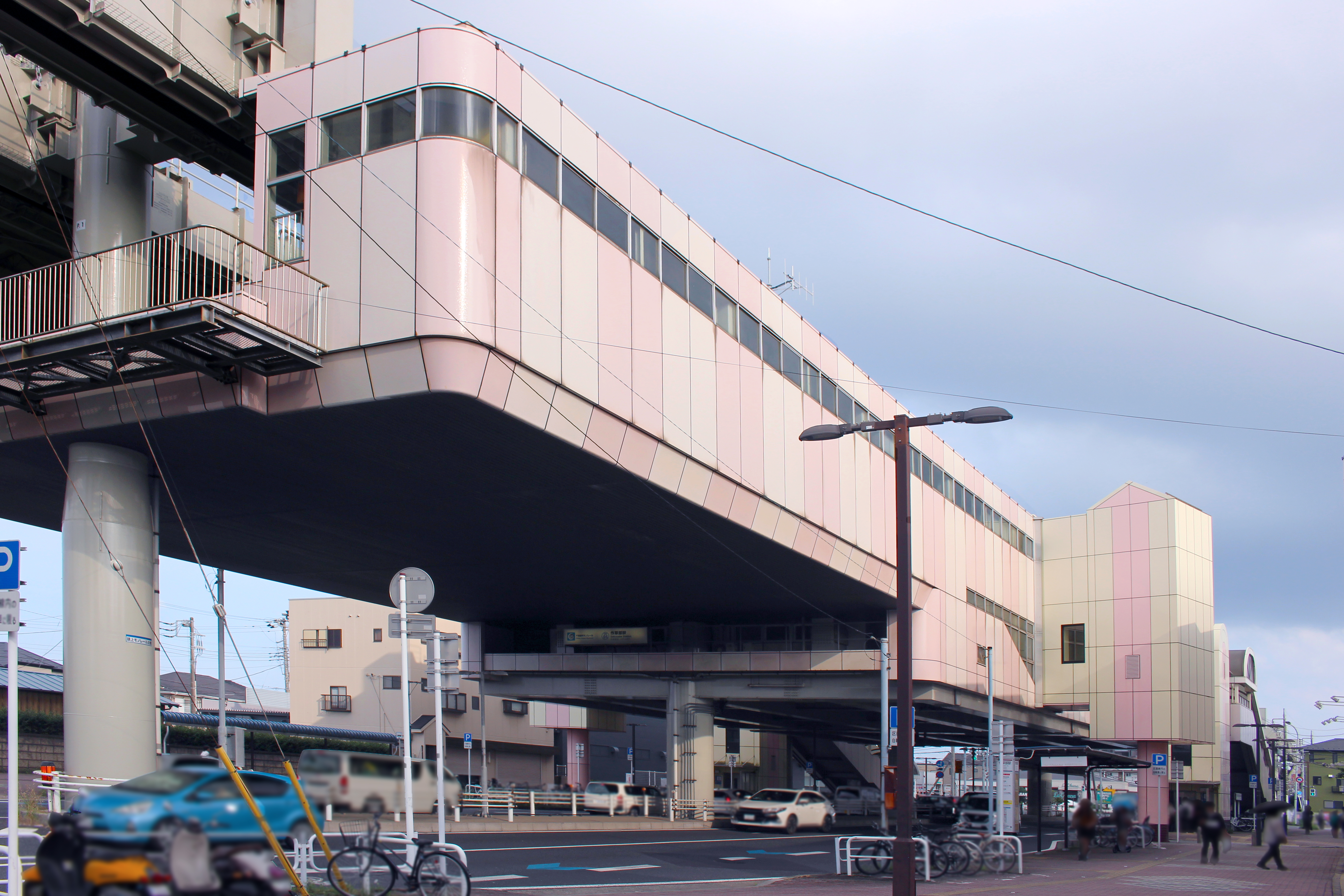
西側出入口（2024年7月）

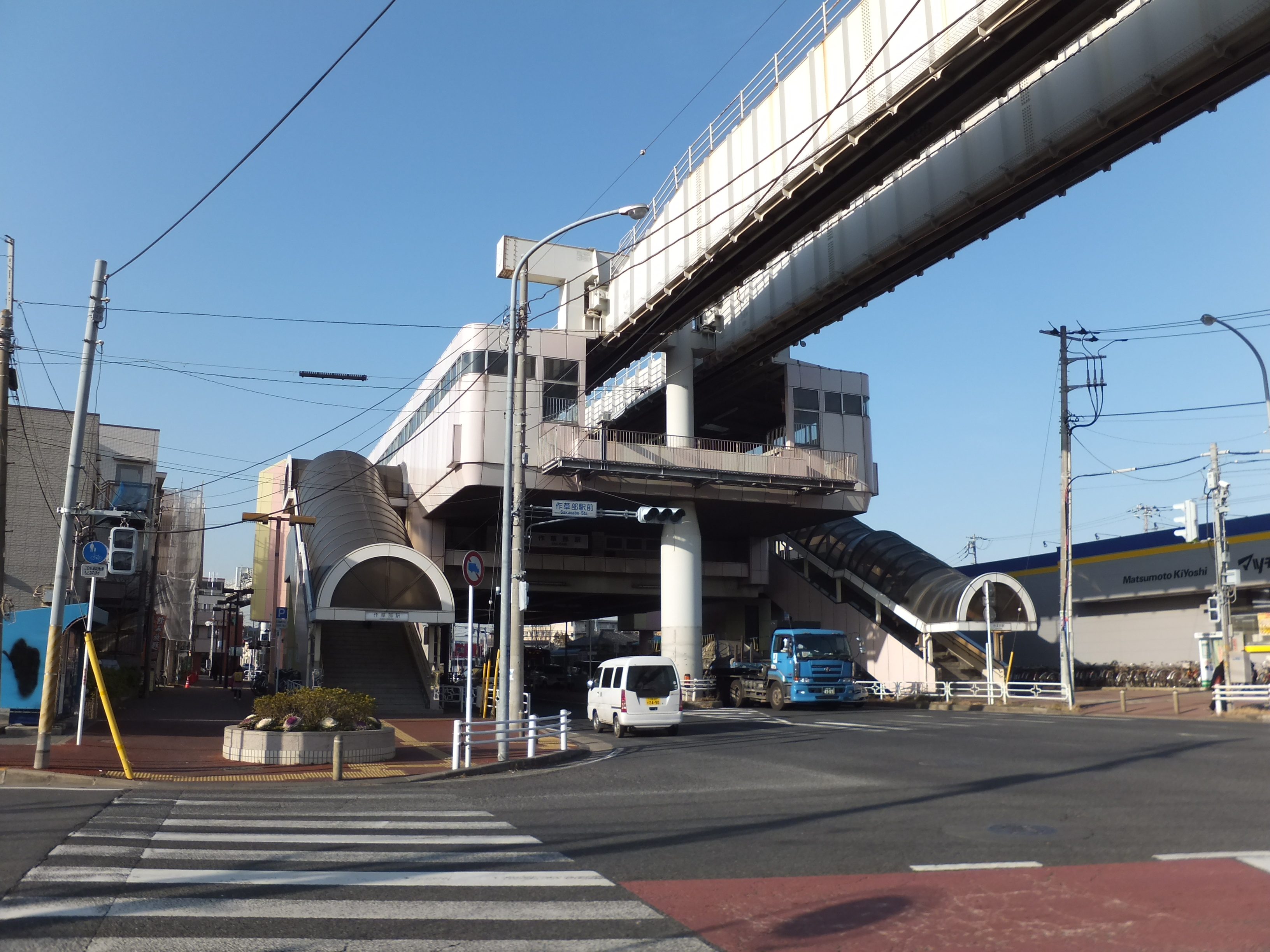
駅舎南側（2012年2月）

作草部駅（さくさべえき）は、千葉県千葉市稲毛区作草部二丁目にある、千葉都市モノレール2号線の駅である。駅番号はCM05。

## 歴史
- 1991年（平成3年）6月12日：開業[2][3]。
- 2009年（平成21年）3月14日：ICカード「PASMO」の利用が可能となる[4][2]。
- 2019年（平成31年）2月：トイレの改修工事（洋式化）完了。

## 駅構造
相対式ホーム2面2線を有する高架駅。

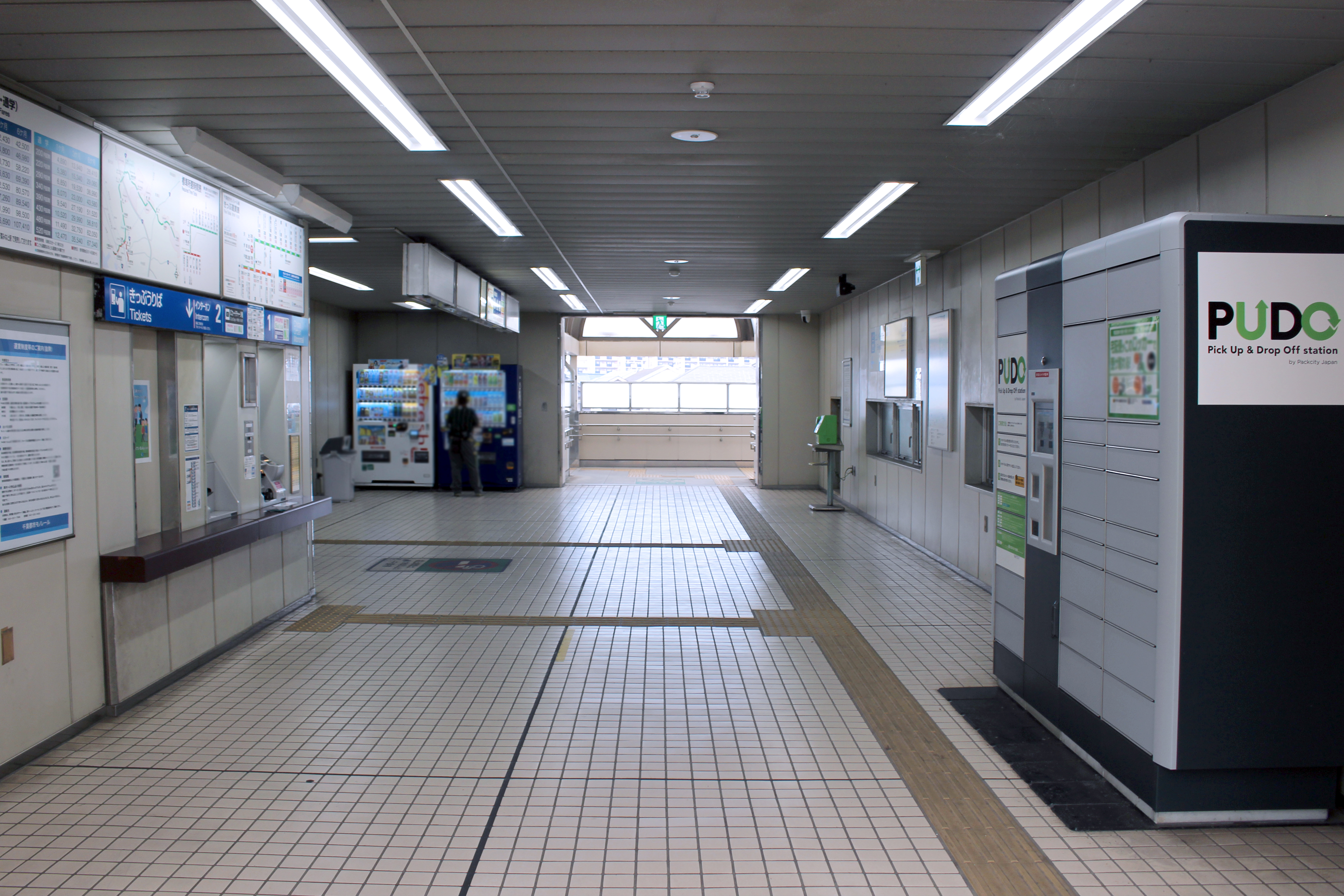
改札外コンコース（2024年7月）
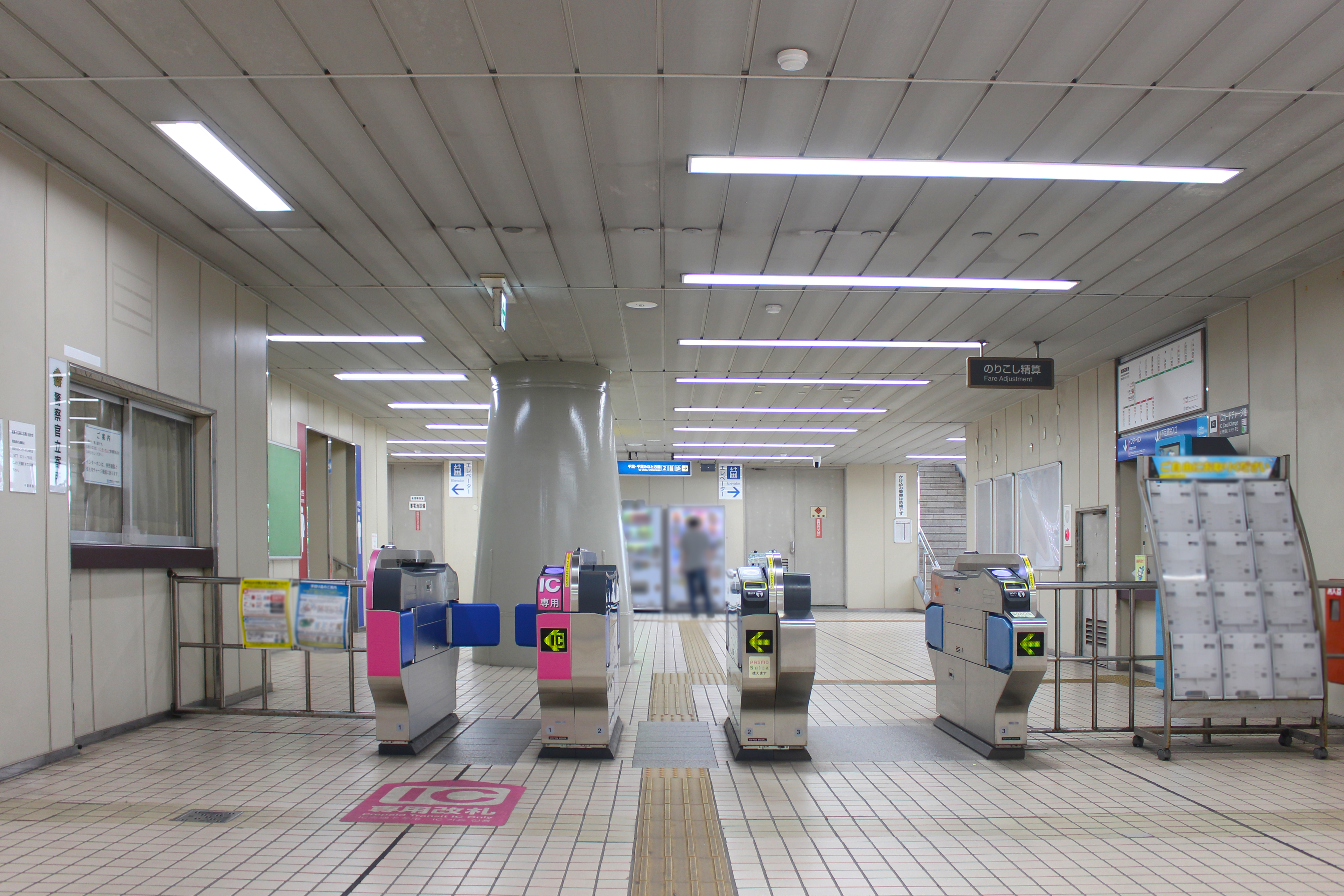
改札口（2024年7月）

### のりば
| 番線 | 路線  | 行先                 | 備考                                    |
| ---- | ----- | -------------------- | --------------------------------------- |
| 1    | 2号線 | 都賀・千城台方面     |                                         |
| 2    | 2号線 | 千葉・千葉みなと方面 | 千葉みなと方面行は千葉駅から1号線へ直通 |

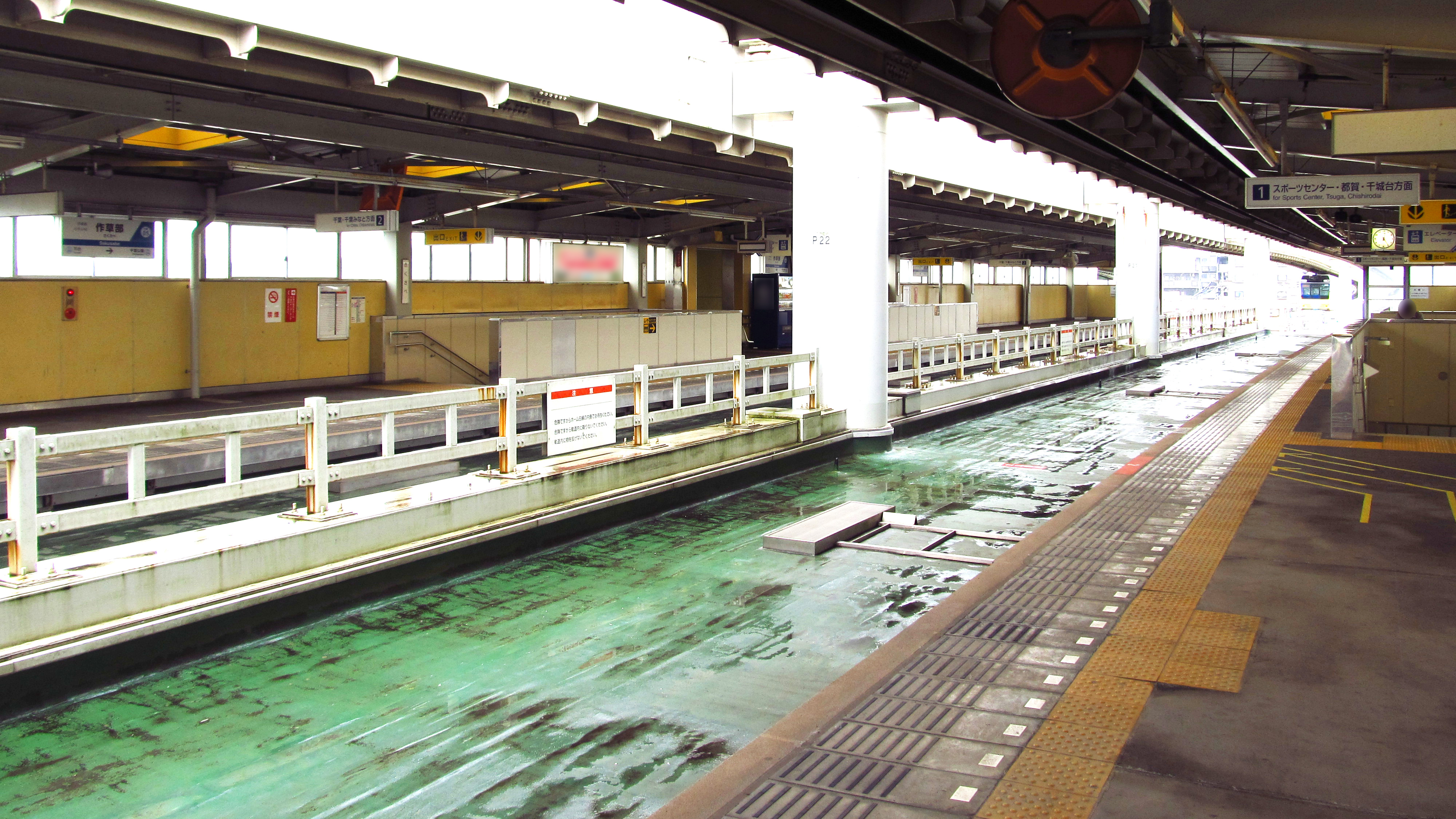
1番線ホーム（2019年7月）
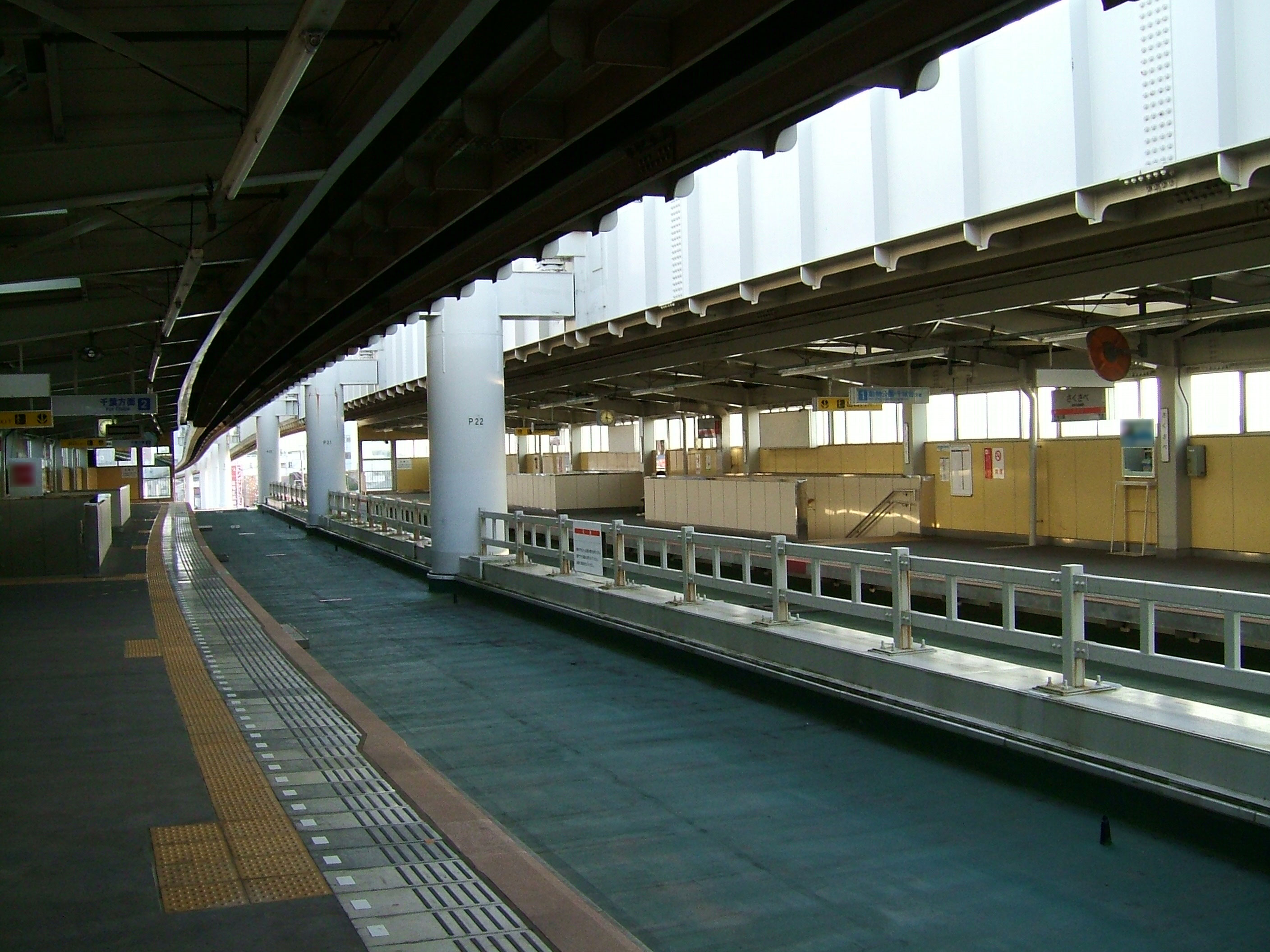
2番線ホーム（2008年10月）
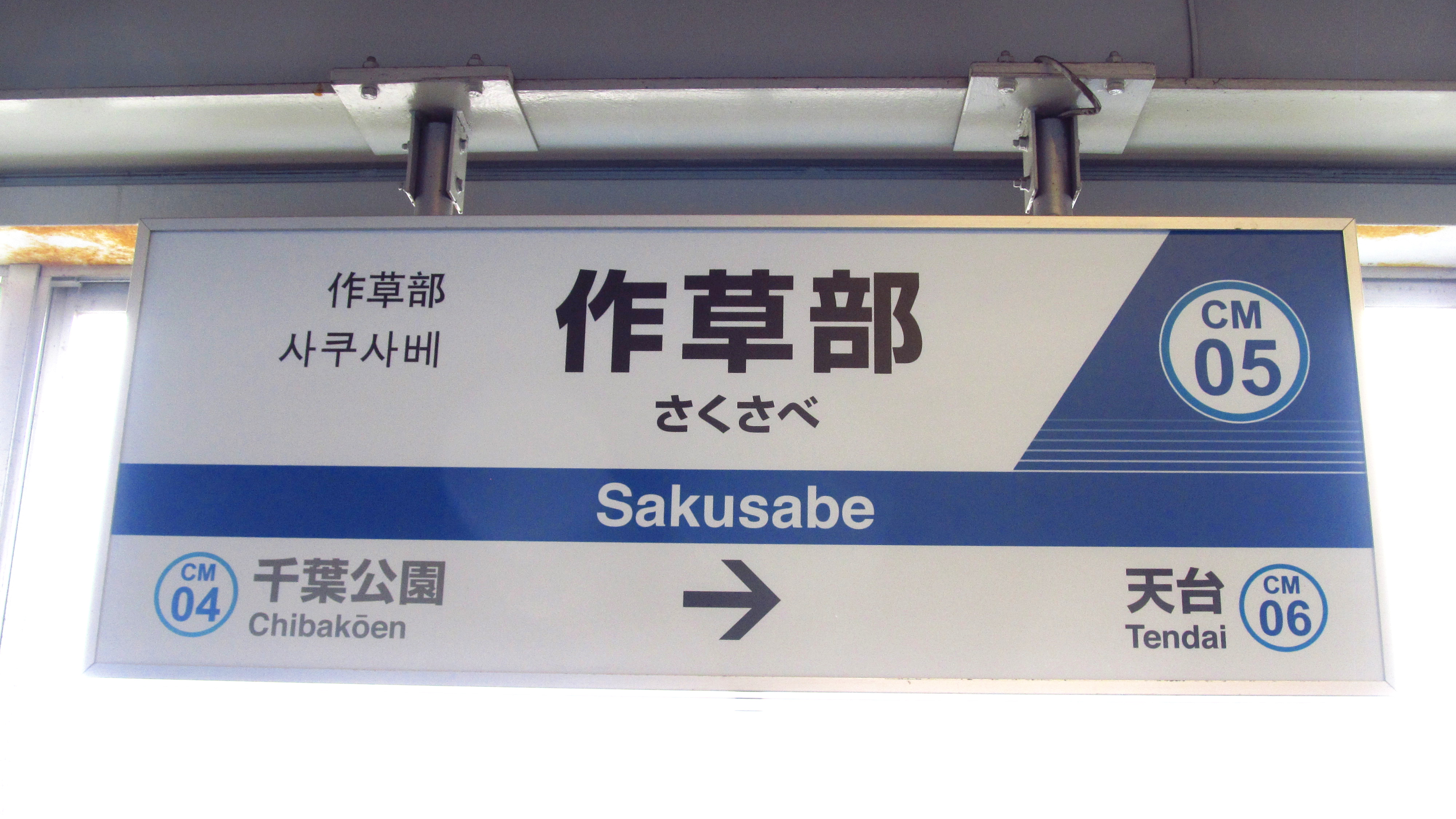
1番線駅名標（2019年7月）
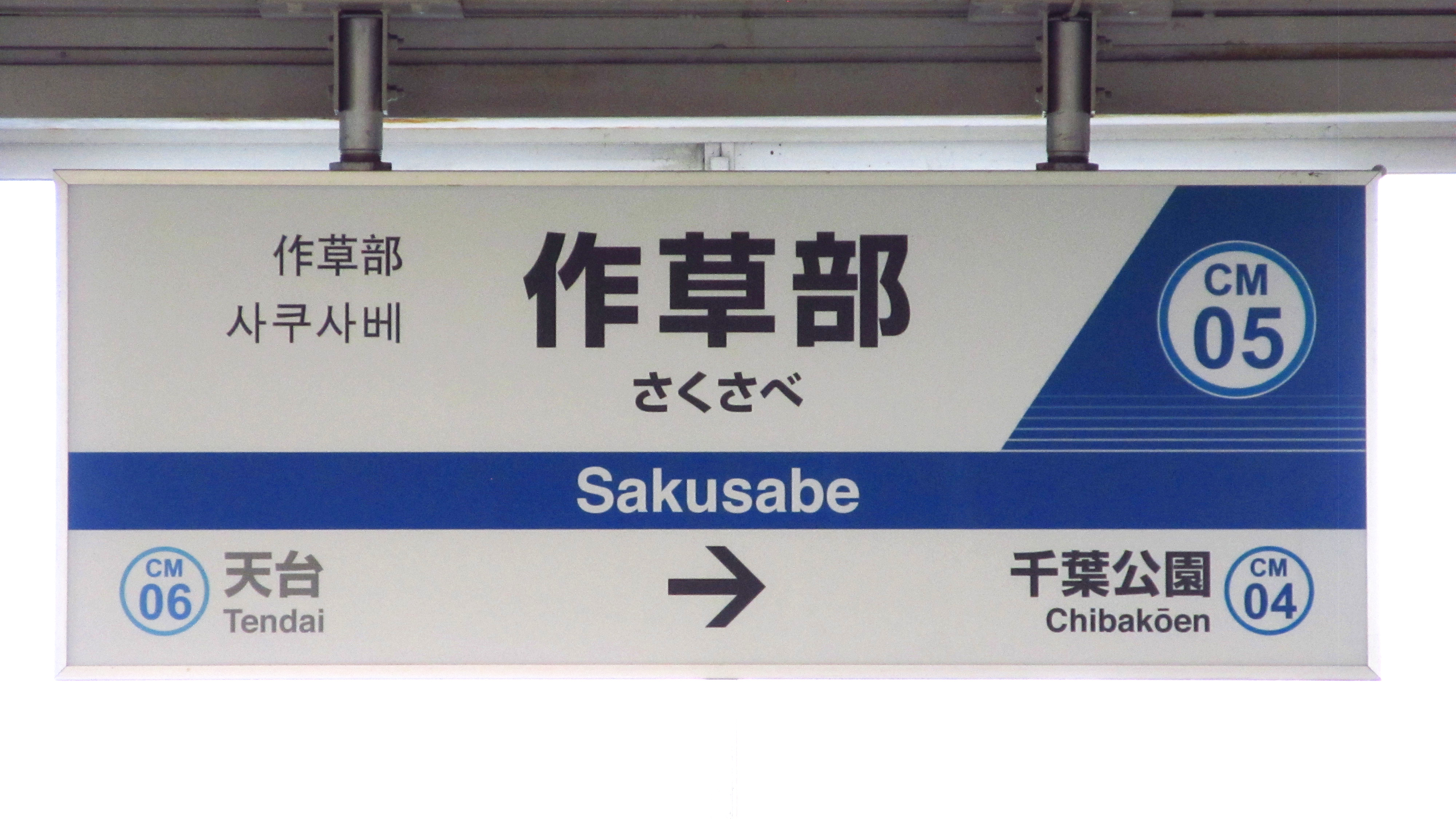
2番線駅名標（2019年7月）

## 利用状況
2019年度の一日平均乗車人員は2,030人である。千葉都市モノレール18駅中8位。
近年の一日平均乗車人員推移は下記の通り。
| 年度   | 一日平均 乗車人員 |
| ------ | ----------------- |
| 1999年 | 1,653             |
| 2000年 | 1,574             |
| 2001年 | 1,548             |
| 2002年 | 1,542             |
| 2003年 | 1,572             |
| 2004年 | 1,649             |
| 2005年 | 1,643             |
| 2006年 | 1,731             |
| 2007年 | 1,849             |
| 2008年 | 1,828             |
| 2009年 | 1,784             |
| 2010年 | 1,808             |
| 2011年 | 1,748             |
| 2012年 | 1,776             |
| 2013年 | 1,790             |
| 2014年 | 1,838             |
| 2015年 | 1,855             |
| 2016年 | 1,901             |
| 2017年 | 1,965             |
| 2018年 | 2,035             |
| 2019年 | 2,030             |

## 駅周辺
駅舎は千葉市稲毛区作草部二丁目に位置しているが、駅南側を通る「ゆりの木通り」を境に北側が稲毛区、南側が中央区となっている。
駅直下を国道126号が通っており、駅西側から約1キロメートル（km）進むとJR総武本線（総武緩行線）の西千葉駅がある。駅周辺は閑静な住宅街が広がっており、当駅および隣駅の天台駅から西千葉駅方面にかけては、千葉大学をはじめ多くの学校が林立する文教地区として知られる。

### 西側
当駅西側出入口方面。
- 千葉市轟公民館

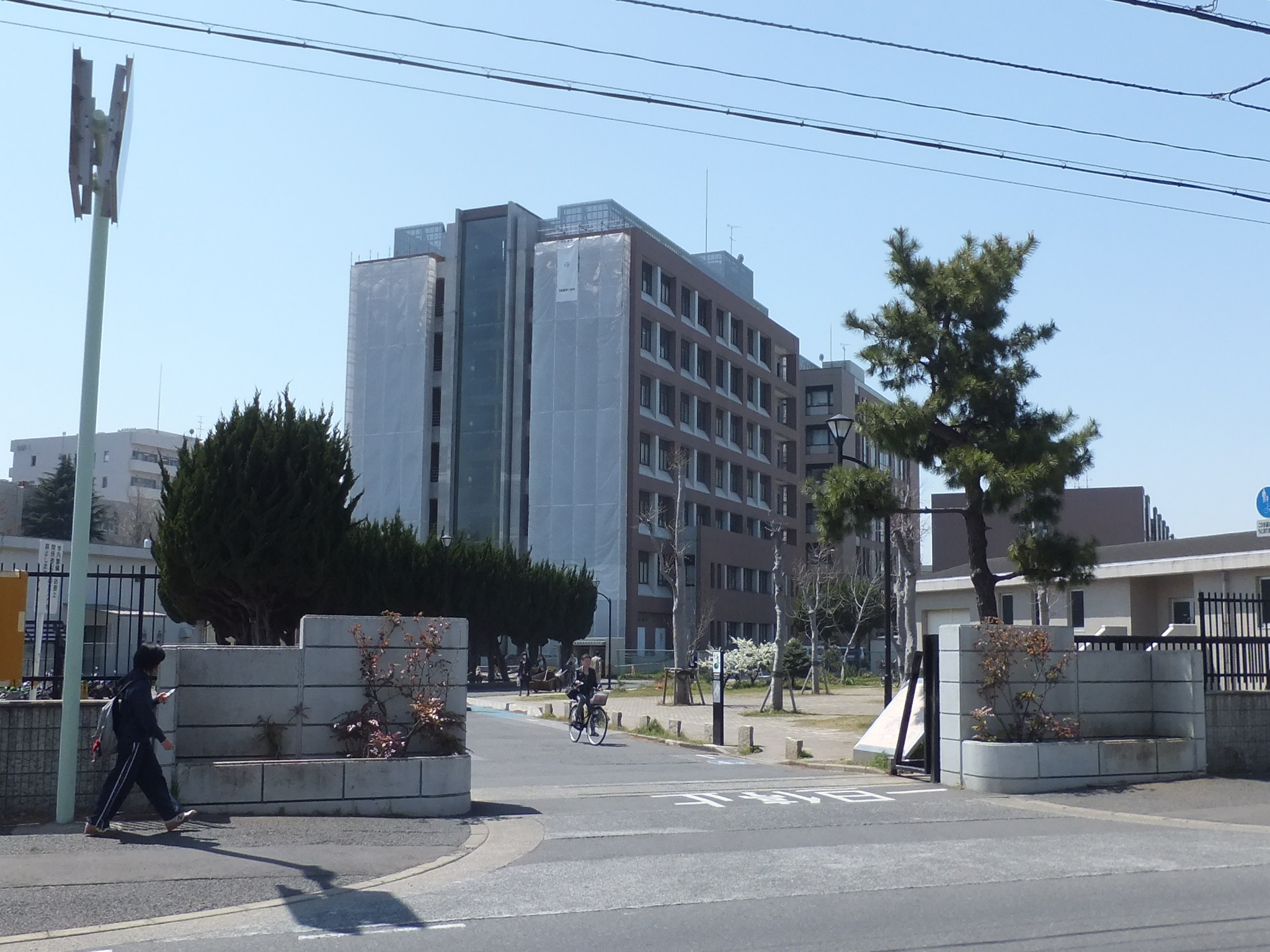
千葉大学西千葉キャンパス（北門）

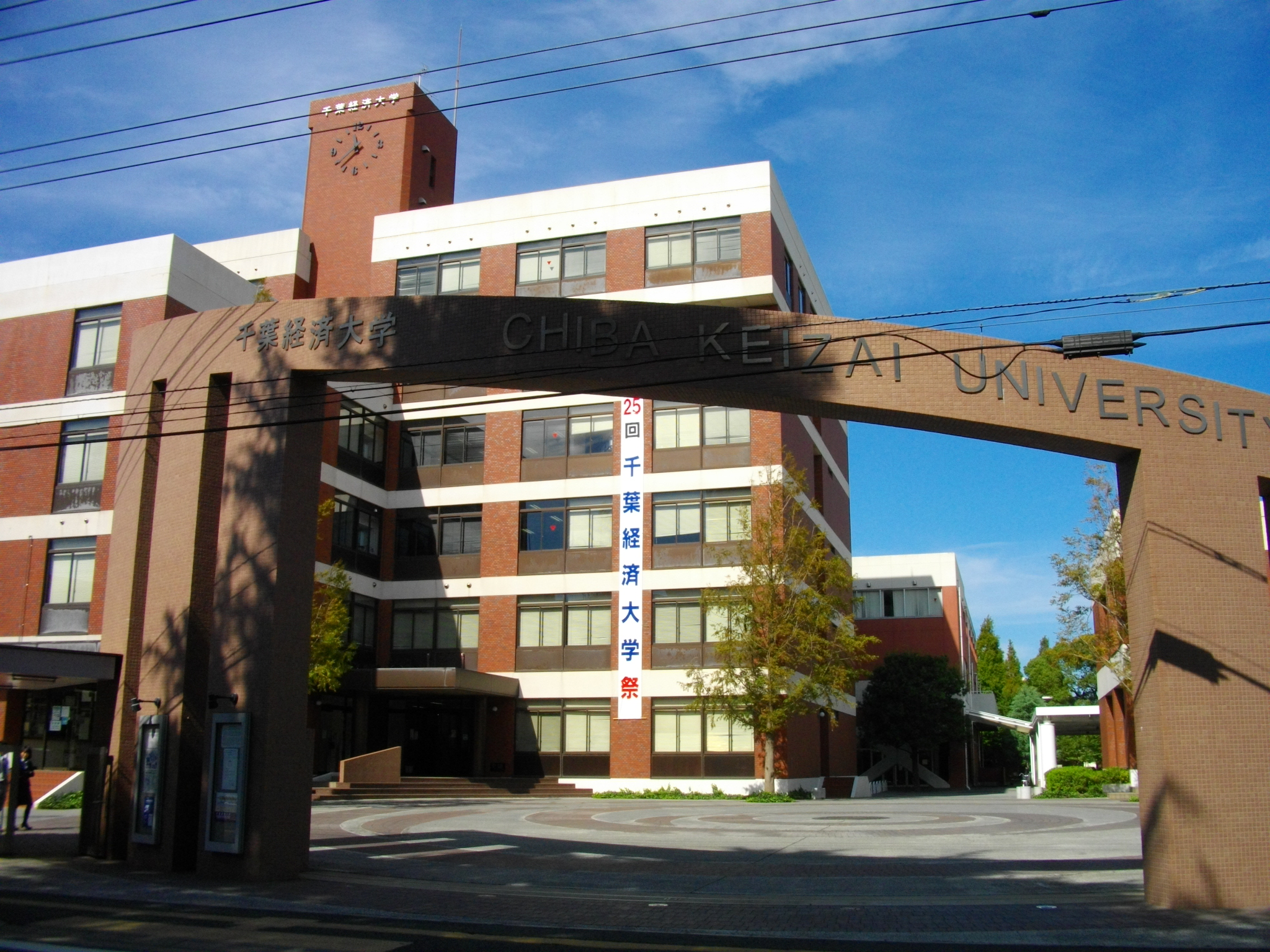
千葉経済大学

- 千葉大学 西千葉キャンパス（最寄りは北門）
- 学校法人千葉経済学園
  - 千葉経済大学
  - 千葉経済大学短期大学部
  - 千葉経済大学附属高等学校
- 千葉県立千葉東高等学校
- 千葉市立轟町中学校
- 千葉市立轟町小学校
- 千葉作草部郵便局
- 千葉公園（千葉競輪場）

### 東側

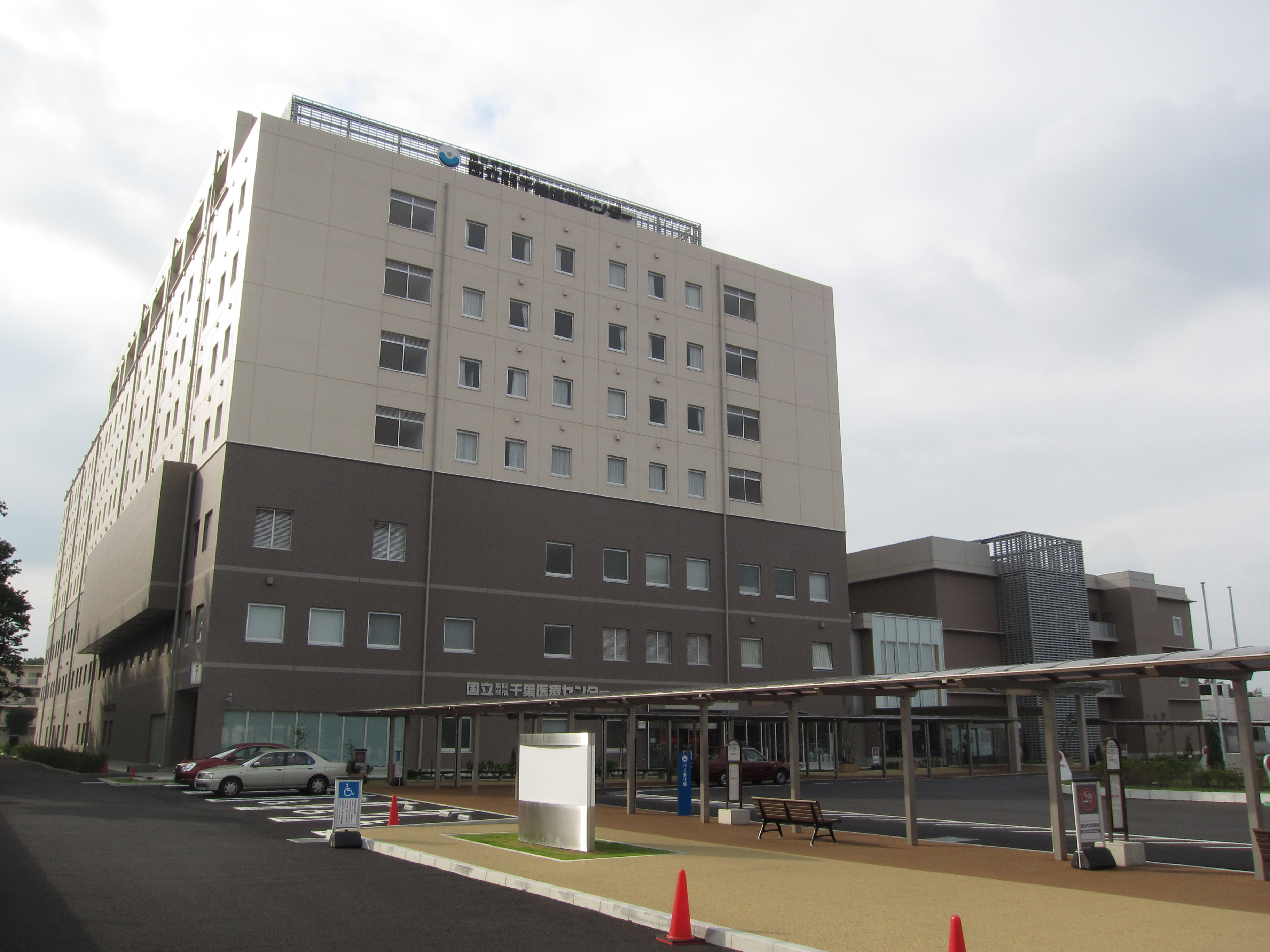
国立病院機構千葉医療センター

当駅東側出入口方面。
- 千葉北警察署 作草部交番
- 千葉市都賀公民館
- 国立病院機構千葉医療センター
- 千葉市立都賀中学校
- 千葉市立都賀小学校
- 千葉市立千草台東小学校
- 千葉信用金庫 作草部支店
- 佐原信用金庫 作草部支店
- ヤオコーマーケットプレイス 作草部店
- タイヨー 千葉店
- 生活協同組合コープみらい コープ東寺山店
- マツモトキヨシ 千葉作草部店
- マツモトキヨシ 東寺山店
- ヤックスドラッグ 作草部店
- スギドラッグ 作草部店
- AOKI 千葉東寺山店
- ビバホーム 作草部店
- 作草部市民の森

## バス路線
| のりば   | のりば                   | 系統                   | 主要経由地           | 行先       | 運行会社             | 備考         |
| -------- | ------------------------ | ---------------------- | -------------------- | ---------- | -------------------- | ------------ |
| 作草部駅 |                          | 西千01,西千21          |                      | 千草台団地 | 京成バス千葉イースト | 深夜バスあり |
| 作草部駅 | 稲西01                   | 千草台団地・穴川駅     | 稲毛駅               |            | 京成バス千葉イースト |              |
| 作草部駅 | 西千11                   | 動物公園入口・みつわ台 | 山王町               |            | 京成バス千葉イースト |              |
| 作草部駅 | 西千13                   | 動物公園入口・みつわ台 | みつわ台車庫         |            | 京成バス千葉イースト |              |
| 作草部駅 | 西千14                   | 動物公園入口・みつわ台 | ポリテクセンター千葉 |            | 京成バス千葉イースト |              |
| 作草部駅 | C60,C61                  | 正善院・千葉台         | JR千葉駅             |            | 京成バス千葉イースト |              |
| 作草部駅 | 高速バス千葉成田線       |                        | 成田空港             |            | 京成バス千葉イースト |              |
| 作草部駅 |                          | 西千01,稲西01          |                      | 西千葉駅   | 京成バス千葉イースト |              |
| 作草部駅 | 西千21                   | 西千葉駅               | 千葉駅北口           |            | 京成バス千葉イースト |              |
| 作草部駅 | 西千11,西千13,西千14,C60 |                        | 西千葉駅             |            | 京成バス千葉イースト |              |
| 作草部駅 | C62                      | 西千葉駅・中央図書館   | 千葉駅北口           | 土休日のみ | 京成バス千葉イースト |              |

## 隣の駅
千葉都市モノレール
 2号線
千葉公園駅（CM04） - 作草部駅（CM05） - 天台駅（CM06）